# Guangzhou Automobile Group Bus
Guangzhou Automobile Group Co., Ltd. Bus (GAAC) — часть компании Guangzhou Automobile Group (GAC), которая выпускает автобусы в Китае. Компания основана в 2008 году в результате объединения Guangzhou Denway Bus, Guangzhou Yuelong Bus и Guangzhou Isuzu Bus. Автобусы производятся с использованием технологий Isuzu. Производители автобусов были объединены после выхода Isuzu из своего совместного предприятия. Бренды Denway, Yangcheng и Isuzu интегрированы в бренд Guangzhou.

## Guangzhou Denway Bus
Компания Guangzhou Denway Bus Co Ltd является совместным предприятием между Hong Kong China Lounge Investments и Guangzhou Automobile Group.

## Guangzhou Isuzu Bus
Guangzhou Isuzu Bus является совместным предприятием между Isuzu и Guangzhou Automobile Group в Гуандуне. Они выпускают автобусы под брендом Guangzhou Isuzu. Компания была основана в 2000 году. 49% принадлежит компании Isuzu, а 51% — Guangzhou Automobile. Компания Isuzu вышла из совместного предприятия в 2008 году.